# インターシティー225

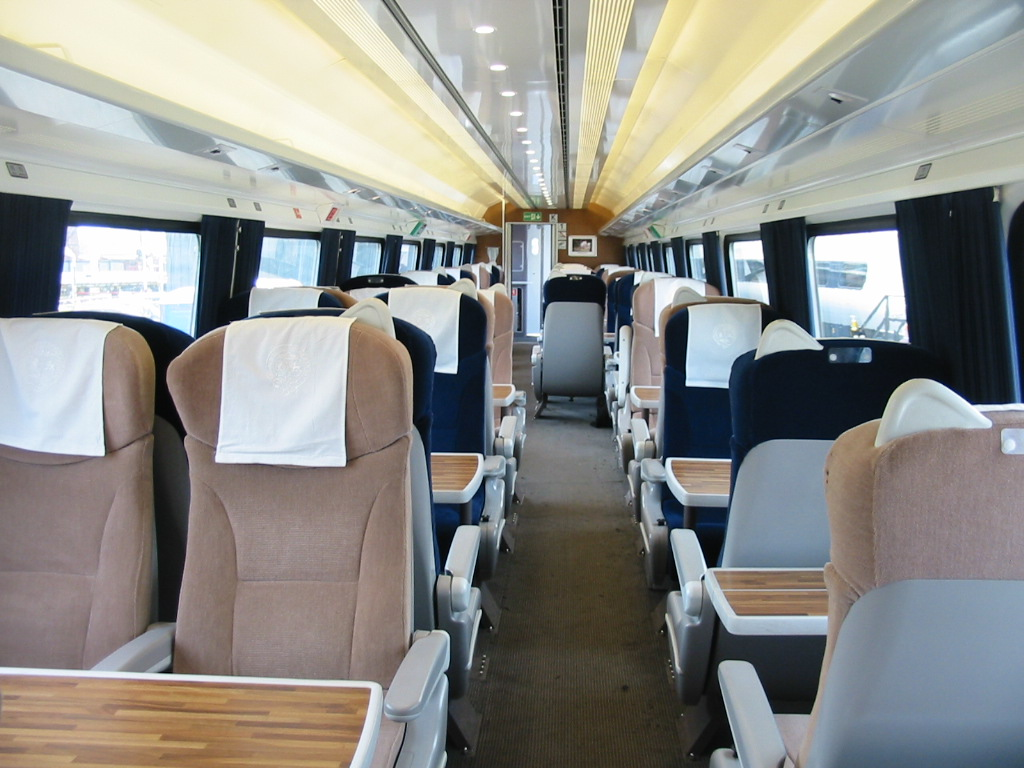
更新された1等車

インターシティー225 (InterCity 225)はイギリスの鉄道車両の愛称である。91形電気機関車とマーク4客車の編成であり、1990年にロンドン・キングス・クロス駅 - エディンバラ・ウェイヴァリー駅間で運行を開始した。「225」は設計最高速度が225 km/hであることに由来する。

## 歴史
イギリス国鉄時代の1990年に東海岸本線にて運行を開始し、ロンドン - エディンバラ間約630 kmを約4時間半で結んだ。ロンドンのキングス・クロス駅を午前10時に発車する「フライング・スコッツマン」の運用にも投入された。
当初はAPT計画の一環として、1974年に西海岸本線に試作導入されたAPT-Pに続いて東海岸本線へも投入予定があったが、APT自体が失敗続きで1980年代に計画が消滅した。インターシティー225はその代替として開発されたものである。
1996年の国鉄民営化後はGNERに継承、2007年からのナショナル・エクスプレス・イースト・コースト (National Express East Coast)、2009年からのイースト・コースト (East Coast)、2015年からのヴァージン・トレインズ・イースト・コースト (Virgin Trains East Coast)と運行会社の変遷を経て、2019年現在はLNERが運用している。

## 車両
編成の両端のうち片側は動力車の91形（Class 91）電気機関車、もう一方の片側は付随車の制御荷物車 (DVT)がそれぞれ配置されたプッシュプル方式である。そして両車両の間には9両のマーク4客車を連結した合計11両で1編成として運用される。1988年から1991年にかけてGEC・メトロキャメル・BREL、3社の製造により31編成が用意された。
運行路線の信号システムが高速運転に対応していないため、設計最高速度225 km/hに対して運転最高速度は200 km/hに留まっている。1995年6月にヨーク近郊で行われた高速走行試験では、時速154.1マイル (260.2 km/h)を記録した。
2001年から2006年にかけて、マーク4客車の更新工事が「マラード計画」の一環として実施された。
都市間高速鉄道計画の一環により、2019年から日立製作所製の800形・801形への置き換えが進んでいる。

## 参考資料
- デアゴスティーニ 鉄道データファイル 第113号